# Elsa Cayo
Elsa Cayo (také známá jako Elsa Cayo Cordova; * 1951 Lima, Peru) je peruánská filmařka a fotografka. Její dílo je zahrnuto ve sbírkách Muzea moderního umění v New Yorku, Národním muzeu umění Québecu, Centre Georges Pompidou a Kanadské národní galerie.